# Scina crassicornis
Scina crassicornis är en kräftdjursart som först beskrevs av J. C. Fabricius 1775.  Scina crassicornis ingår i släktet Scina och familjen Scinidae. Inga underarter finns listade i Catalogue of Life.